# Prespa Nationalpark (Albanien)
Prespa Nationalpark (albansk: Parku Kombëtar i Prespës) er en nationalpark beliggende i det sydøstlige Albanien ved grænsetrekanten, der deles med Grækenland og Nordmakedonien. Parken har et areal på cirka 277,5 km², og omfatter landets dele af Prespasøen. Den er væsentligt karakteriseret ved høje bjerge, smalle øer, store ferskvands vådområder, strandenge, enge, rørskove og tætte skove .
Parken blev oprettet for at beskytte natur- og kulturarv i regionen og er en del af det europæiske grønne bælte og verdensnetværket af biosfærereservater under UNESCOs Menneske og biosfæreprogram.  Albaniens del af Prespasøen er anerkendt som et vådområde af international betydning og udpeget som Ramsarområde iht. Ramsarkonventionen og yderligere som et vigtigt fugle- og planteområde.  
Søen ligger mellem 850 og 900 meter over havet.  Den ligger omkring 150 meter højere end Ohridsøen, som den har afløb til gennem flere underjordiske karstkanaler. Bjerget Mali i Thatë adskiller Prespasøen fra Ohridsøen, som er en af de ældste søer i verden. Bjerget er primært kendt for dyrkning af bjergkortkrone, der trives på kalkstensklipperne; det er en af de mest populære tetyper i Albanien.  Ellers beskytter parken øen Maligrad, hvor der er mange huler, og en cirkulær klippe.
På grund af temperatur- og klimaforskellen mellem forskellige områder og højder i parken er den karakteriseret ved at rumme en bred vifte af planter og dyr. Parken ligger i økoregionen Pindus-bjergenes blandede skove i de palearktiske middelhavsskove, skovområder og kratbiom. Skovene dækker 135 km2 af parkens område med tætte nåletræer og løvfældende skove. Ud af de 1´.130 arter af planter og 174 svampearter er fordelt i hele parken. Faunaen er repræsenteret ved 60 arter af pattedyr, 270 arter af fugle, 23 arter af krybdyr, 11 arter af amfibier og 23 arter af fisk.
Prespa Nationalpark er et kulturlandskab, der viser en kulturel praksis, der går tusinder af år tilbage, med de ældste spor af menneskelig beboelse, der går tilbage til yngre stenalder. Under den antikken gik handelsruten Via Egnatia i nærheden af regionen, da den var beboet af flere illyriske og antikke græske stammer såvel som romere og senere af byzantinerne. Ikke desto mindre er parken præget af mange naturlige og kulturelle træk, der indeholder forhistoriske boliger og byzantinske kirker såsom hulerne i Zaver og Treni, St. Mary's Church og så videre.  

## Geografi

### Beliggenhed
Prespa Nationalpark ligger i den sydøstlige del af Albanien, der grænser op til Nordmakedonien mod nordøst og Grækenland mod sydøst. Den ligger i præfekturet Korçë og inkluderer dele af Prespasøen og øen Maligrad og de omkringliggende regioner. Byen Korçë er den nærmeste og største by i regionen. 21 km² af parkens område er landbrugsjord, mens 53,72 km2 er klassificeret som uproduktivt land. Skove optager 135 km² af det samlede landareal og kun 18,28 km² består af græsgange og enge. Resten er af vandarealer, der optager 49,5 km².
Prespasøen deles mellem Albanien i vest, Nordmakedonien i nordøst og Grækenland mod sydøst. Lidt mod syd ligger Lille Prespasøen på grænsen mellem Albanien og Grækenland og har afløb ind i den Store Prespa, som er adskilt gennem en smal sti fra den. Søerne ligger mellem 849 og 853 meter over havet og er de højeste tektoniske søer i det sydøstlige Europa .  Prespa får primært vand fra underjordiske bifloder og vandløb og har afløb til søen Ohrid. Søerne er omgivet af høje bjerge, herunder Mali i Thatë i Albanien og Galicica i Nordmakedonien. Mellem bjergene i vest er der et smalt udløb, hvor søen dræner under oversvømmelser af kraftig nedbør og om foråret i løbet af sneen smelter til Devollfloden, som strømmer gennem Albaniens centrale bjergkæde, indtil den løber ud i Adriaterhavet og Middelhavet .

## Biodiversitet

### Levesteder
Parken er et markant naturlandskab, der omfatter flere forbundne økosystemer, hvis omfang og intaktitet giver en kontrasterende og rig biodiversitet med flere betydningsfulde arter. Parken er et stort sammenhængende naturmiljø, der består af flere landskabstyper, hver med markante naturlige og kulturelle værdier.
Rørsumpene forekommer langs bække- og flodbredder, hvor strømmen er langsommere, men findes mest i søerne. Landets sektioner af søerne, der er dækket af rørskov, har en overflade på ca. 500 ha. De har stor bevaringsværdi, da de giver et godt yngle- og rastested for en række fugle og andre arter.
Ferskvandssøerne i parken kan opdeles i flere forskellige zoner af biologiske samfund, der er knyttet til deres fysiske struktur. Den pelagiske zone dækker de dybe, hovedsageligt naturligt, ikke-vegeterede dele af søerne, hvor nye planter ikke kan vokse. Den kystnære zone er det nærliggende kystområde, der dækker de vegeterede dele, der omfatter både jordbaseret og fremvoksende, træ- eller buskvegetation. Flodzonen omfatter nogle af de største og mest forskellige strøm- og kanalsystemer i regionen, med omfattende vådområder, flodsletter og mangrover, der understøtter et stort antal vandfugle og andre vand- og havarter.
Skovområderne områder bidrager med en rig variation af meget forskellige plante- og dyre- arter, herunder truede og endemiske betydningsfulde arter. Skovene ligger i flere zoner. Eg er en af de mest almindelige træarter i parken, som i størrelse og densitet repræsenterer et særligt træk i parken. Denne zone er tilgroet med vintereg, duneg, ungarsk eg og frynseeg, mens makedonsk eg dominerer på de tørre og stenede skråninger. Over bakkerne, i de bjergrige områder, skifter egetræsskovene til løvtræer, på skråningerne af Mali i Thatë. Dominerende i denne zone er bøg sammen med ahorn og tyrkisk hassel. Den omfattende zone med blandede skove af bøg og gran består primært af ædelgran, bulgarsk gran, bøg og balkanbøg i de nordøstlige bjergområder.
Områder med græs med alpine og subalpine enge og græsgange dominerer meget af kammen og de østlige skråninger i Mali i Thatë og udgør et vigtigt levested for det forskelligartede dyreliv, der lever i overflod her. Alpine tundraforhold er også fremherskende, med græs og små planter hvoraf flere er af endemiske.

### Dyreliv
Mangfoldigheden af levesteder i parken giver mange forskellige ressourcer til flere truede arter.
Floraen er repræsenteret ved 1.130 arter af planter og 174 arter af svampe fordelt over hele parkens område, mens 60 arter af planter er klassificeret som sjældne og truet.
På grund af vegetationstætheden, der gør nogle områder temmelig utilgængelige for mennesker, er meget af de bevarede skove, buske og græsser forblevet uforstyrret af menneskelig indblanding, der igen giver vigtig beskyttelse for dyr. Der er mindst 60 pattedyrarter registreret i parken. Det er et af de sidste områder i Europa, hvor et stort antal brune bjørne og ulve vises.   Balkanlos er aldrig blevet observeret, men det anses generelt, at parken fungerer som en vigtig økologisk korridor på grund af dens sammenhæng med Shebenik-Jabllanicë Nationalpark. Ræv er relativt almindelig og kan ses ganske ofte om vinteren i parken. 
Klassificeret som et vigtigt fugleområde er fugle dog uden tvivl parkens mest talrige dyreklasse med mere end 270 arter.   Cirka 132 af fuglearterne der bruger parken, kan klassificeres som ynglende, og de resterende arter er enten hjemmehørende eller ikke-avlende besøgende i parken. Den hvide og krøltoppet pelikan, som er en af de største fuglearter i verden, tilbringer sommersæsonen i parkens søer der er forbundet med uforstyrrede vådområder, ferskvandsmoser og vandløb.
På trods af den unikke geomorfologi og parkens specifikke klima bor der mere end 25 arter af flagermus i parkens huler. Hulen i Treni er hjemsted for den største og vigtigste population af langfingret flagermus i Europa. Parken er hjemsted for 23 arter af krybdyr og 11 arter af amfibier, herunder europæisk sumpskildpadde, græsk landskildpadde, maurisk landskildpadde, ildsalamander, latterfrø og springfrø.

## Grænseoverskridende samarbejde
Prespa Nationalpark i Albanien blev en del af en planlagt tre-nationers, grænseoverskridende park ledet af Ramsar-konventionen i samarbejde med de nationale parker i Prespa i Nordmakedonien og Grækenland i 2000. Selvom de tre lande og de involverede internationale parter har aftalt dette fælles projekt siden 2000, er der kun gjort få fremskridt med gennemførelsen, og de tre parker drives i praksis som tre forskellige parker. I 2014 blev samarbejdet udvidet ved oprettelsen af Ohrid-Prespa grænseoverskridende biosfærereservat med et samlet areal på 593,29 km². Siden da er et andet samarbejdsprojekt inden for rammerne af Europarådet begyndt at blive implementeret: "Prespa-Ohrid Ecoregion", der sigter mod at forene alle bevaringsprojekter i vådområderne ved Ohridsøen og Prespasøerne under en administration.  Derfor blev Prespa-Ohrid Nature Trust grundlagt i 2015.